# Евродолар
Евродолари (енгл. eurodollar) традиционално означавају америчке доларе депоноване у банкци ван САД. Такође означава депозите на рачунима у САД, који се пребацују у банке ван САД, у Европу или неку другу, страну банку или филијалу неке од банака из САД у иностранству и држе у доларским депозитима, при чему власници депозита нису физичка лица. Мада доларски депозити остају у банци у САД, власници депозита су стране банке. Депозити се сматрају евродоларским, с обзиром да банке у којима се депозити налазе воде посао привлачења доларских депозита и давања кредита у доларима. Назив се често користи и за све евровалутне депозите, укључујући и евројен.
Евродолари су у више од 90% орочени и више од половине су депозитни цертификати, с роком доспећа од 30 или више дана. Главни центар евродолара је Лондон. Процењује се да данас евродолар чини око 2/3 евротржишта, док је евротржиште једно од најважнијих финансијских тржишта у свету.

## Историја
У периоду између два светска рата дошло је до успона САД, као прве економске силе, што је долару обезбедило најважније место у међународним економским трансакцијама. Пре Другог светског рата, многе државе и међународне компаније су држале депозите у америчким доларима, у њујоршким банкама, у тзв. банкама новчаних центара.
На конференцији у Бретон-Вудсу 1944. године, постављене су основе послератног међународног економског система. Тада је донета одлука о оснивању Међународног монетарног фонда (ММФ) и Међународне банке за обнову и развој. На конференцији у Хавани је 1947/48. основан Општи споразум о царинама и трговини (енгл. GATT – General Agreement on Tariffs and Trade). ММФ је требало да брине о сарадњи у области плаћања. У првим годинама после рата, долар је постао светски новац и постојала је тзв. „глад” за доларима. Долари су тражени да би се за њих купила америчка роба (машине, опрема, транспортна средства), потребна за послератну обнову. Чак и квоте земаља чланица Међународног монетарног фонда су исказиване и уплаћиване у доларима или злату, паритети националних валута су исказивани у злату или доларима, што значи да је у статуту ММФ америчка валута третирана исто као злато. Долар је постао стуб новог, монетарног система као главни деноминатор вредности других валута и главни извор међународне ликвидности.
По неким изворима, евротржиште је био кинески изум. Кина је 1949. године почела да сакрива своје доларске приходе код руских банака у Европи, односно у филијали руске државне Московске банке у Паризу – фр. Banque comerciale pour l’Europe du Nord, Paris), страхујући за своја средства код америчких банака, услед Корејске кризе, која је касније прерасла у рат.
Почетком 1950-их година, у време Хладног рата, СССР је имао значајну количину капитала у доларима, депоновану у америчким банкама. Како би се обезбедили од експропријације, односно замрзавања тих њихових средства у САД, Руси су желели да их пребаце у Европу, али настављајући да их држе у доларима, ради њиховог коришћења у међународним трансакцијама. Као решење, извршен је трансфер депозита у европске банке, али остављајући њихову деноминацију у доларима.
До процвата евротржишта дошло је током Суецке кризе (1956), након што је Уједињено Краљевство замрзло египатске званичне резерве у својим банкама. Тада су многе земље повукле своје депозите из британских банака и пребациле их из фунти у доларе, што је иницирало кризу фунте. Како САД, нису подржавале британску окупацију Суецког канала, оне су Великој Британији блокирале кредите ММФ. Након тога је Велика Британија увела забрану финансирања иностранства у фунтама. На депозитној и кредитној страни дошло је до преоријентације на долар.
Наиме, захваљујући промене у закону британске владе, вишак долара из САД, одлазио је у Велику Британију, а да претходно нису морали да буду замењени у фунте. На овом тржишту, које се налазило ван САД, кредити и потраживања нису били подложни било каквој регулацији, због чега су камате на улоге постајала веће и привлачније за клијенте из целог света.
Годину дана касније, већина европских валута је проглашена конвертибилним, па су се евродоларима придружили и евромарка, еврофранак, а касније и евројен.
Као алтернатива правим доларима, до повећања обима циркулариције евродолара је дошло 1960-их, због ограничавања извоза капитала из САД, како би се смањио амерички спољнотрговински дефицит. Амерички председник Џон Кенеди се противио оваквом функционисању финансијског тржишта, па је 1963. предложио Конгресу да продужи пореске казну до 15% на капитал који одлази у иностранству. Због његовог убиства, предлог није прошао, али је одредба ипак донесена 1964. Међутим, одредба је имала и недостатке, јер није обухватала део извоза капитала у суседну државу Канаду, преко које су долари пребацивани у Лондон. Осим тога, од плаћања пореза су ослобођени огранци америчких банака у иностранству. Због тога је евродоларско тржиште остало неконтролисано, што је утиацало на увећавање фиктивног капитала, заједно са петродоларима, од продаје нафте, депонованим у комерцијалним банка у Њујорку и Лондону.
Пун развој евротржиште је доживело средином 1970-их година, распадом бретон-вудског система фиксних девизних курсева, престанком конвертибилности долара и његовом девалвацијом. У исто време дошло је до Првог нафтног шока, однсно вишеструког повећања цена нафте. Земље извознице нафте добијале су много више долара за свој производ, при чему се појавио феномен рециклаже петродолара, односно повратка долара у земље које су куповале нафту, а земље увознице нафте имале су већу потражњу за кредитима у чврстим валутама. До краја 1970-тих, количина евродоларских депозита је постала већа од количине доларских депозита у САД.
1980-тих година дошло је и до пораста количине евројена. Године 1981. године  САД су дозволиле оснивање Међународних банкарских установа (енгл. International Banking Facilities), с циљем прикупљањем доларских депозита америчких нерезидената, које су изузете из система банкарске регулације у САД.
Од краја 20. века, па до сада порастао је значај евроевра, који је постао главни такмац долару. Позајмице у еврима ван еврозоне надмашују некадашњи збир евромарака, еврофранака и других валута обједињених у евру. Међутим, и на овом тржишту, удео америчке валуте износи близу 70%, односно приближно онолико колико износи општи удео америчког долара у светској економији.
Евродоларско тржиште је тржиште за доларске зајмове, облигације или депозите у Европи, које не потпада под америчке прописе.
Ово тржиште се временом проширило и на остатак света, па је такав назив постао архаичан. Наиме, временом се више није радило само о доларима, нити је тржиште ограничено само на Европу. Било је покушаја да се уведу и други називи, као што је ксенотржиште, који нису заживели у пракси. Мада носи префикс евро, трансакције евродолара нису ограничене само на Европу, евродолар се користи за депозите на пример, у Хонг Конгу, Сингапуру, односно на азијском тржишту долара. Једна девиза добија префикс евро оног момента када их набавља банака, чија се активност одвија ван земље издаваоца девизе и када се употребљава за давање кредита.
Тржиште евродолара је почело да расте изузетно брзо, пре свега због чињенице да депоненти примају више каматне стопе на евродоларске депозите, него на доларске, на домаћем тржишту САД. Пошто мултинационалне банке не подлежу истим прописима којима подлежу америчке банке, дужник може добити повољнију камату на евродоларском, него на домаћем тржишту.
Евродоларско тржиште није више ограничено само на лондонске банке, а брокери евродоларским депозитима послују на свим финансијским престоницама на свету.
Разлог опстанка евродоларског тржишта произилази из чињенице да се долар највише користи у међународним трговинским односима, па учесници тих односа желе да имају доларске депозите ради лакшег и јефтинијег обављања међународних трансакција. Ови депозити они нису предмет регулатива, као што су обавезне резерве и ограничења у вези пребацивања депозита. С друге стране евродоларско тржиште је подстакло укључивање америчких банака у систем међународног банкарства. За америчке банке евродоларско тржиште представља важан извор средстава ради остваривања већег профита. Оне су увиделе да отварањем сопствених филијала у иностранству могу лакше доћи до депозита, уместо да користе посреднике или да позајмљују депозит страних банака.
Америчке власти пажљиво прате циркулацију евродолара у Европи, Азији, Африци, Аустралији, с обзиром да би неконтролисане операције могле довести до инфлације и опадање вредност америчког долара.

## Значај евротржишта
У почетку је захваљујући евродолару, дошло је до наглог повећања обима међународних финансијских трансакција. Финансијска тржишта су се брзо развијала, увођени су нови инструменти (деривати и деривати деривата). Евротржиште је довело до интернационализације финансијских токова и привредног живота уопште. Њиме се врши трансформација средства, усмеравајући их тамо где се њима остварује највећи приход. Мада оно није довољно, евротржиште доприноси уравнотежавању биланса плаћања. Значајан је допринос евротржишта и у развоју међународне трговине, као и на развој међународног банкарства.
Међутим, финансијски сектор је у многим земљама, а нарочито у САД, изгубио је чвршћу везу са реалним сектором привреде.